# Alexus Laird
Alexus Lucienne Laird (Kokomo, 11 marzo 1993) è una nuotatrice seychellese.

## Biografia
Ai Giochi panafricani di Brazzaville 2015 ha vinto la medaglia di bronzo nei 50 metri dorso.
Ha rappresentato le Seychelles ai Giochi olimpici estivi di Rio de Janeiro 2016, giungendo ventisettesima nei 100 metri dorso.
Ai Campionati africani di nuoto di Bloemfontein 2016 ha vinto l'oro nei 50 metri dorso, l'argento nei 100 metri dorso e il bronzo nei 200 metri dorso e nei 50 metri stile libero.

## Palmarès
- Giochi panafricani

Brazzaville 2015: bronzo nei 50m dorso.
- Campionati africani

Bloemfontein 2016: oro nei 50 m dorso, argento nei 100 m dorso, bronzo nei 50 m sl e nei 200 m dorso.